# Музеј железнице Косова
Музеј железнице Косова (алб. Muzeu i Hekurudhave të Kosovës) је музеј који се налази у Косову Пољу, основан 24. августа 2007. Налази се у објекту железничке станице Косово Поље, највеће железничке станице на Косову и Метохији.
Музеј чува сведочанства о култури, прошлости и еволуцији железница на простору Косова и Метохије.

## Опште информације
Иницијатива за оснивање музеја настала је у септембру 2006, а он је отворен 24. августа 2007, када је одржана свечана инаугурација. Радници железница Косова и Метохије прикупили су збирке, књиге, рукописе, алате, печате, старе и нове фотографије железничког транспорта и одложили их у овај музеј. Такође, међу експонатима су скретнице, различити типови шина, кондуктерска клешта, сигналне светиљке и други.
Најстарији експонат у музеју је механичка вага из 1874, која је служила за мерење терета вагона, а донета из железничке станице Качаник.